# 57.ª Cúpula de Chefes de Estado do Mercosul
A 57.ª Cúpula de Chefes de Estado do Mercosul foi uma das duas reuniões ordinárias de chefes de Estado do bloco realizadas no ano de 2020. Ambas foram realizadas através de plataformas online, devido as regras de distanciamento e isolamento social em consequência da Pandemia de COVID-19., Nesta reunião houve a transferência da presidência pró-tempore do Uruguai (presidente Luis Lacalle Pou) para a Argentina (presidente Alberto Fernández) 

## Temas
Argentina, Brasil, Paraguai e Uruguai debateram de forma virtual diversos temas coletivos do Mercosul. Entre eles a questão do acordo de livre comércio com a União Europeia que no momento da reunião estava enfrentando alguns impasses devido ao desmatamento na Amazônia. O que levou a países como a França e os Países Baixos criticarem a proteção ambiental da parte do Brasil que é a maior das economias que formam o bloco.
Os acordos de livre comércio com a Coreia do Sul, Líbano, EFTA, Singapura e Canadá também foram debatidos. Outro ponto debatido é a da flexibilização das negociações para que os países possam montar acordos com maior independência em relação ao bloco. 
A Pandemia de Covid-19 foi um dos temas tratados entre os presidentes, em especial o processo de vacinação e a retomada do crescimento econômico e a adoção de medidas de flexibilização da abertura das fronteiras, muitas das quais foram fechadas devido ao alto índice de contagios do novo coronavírus nas regiões fronteiriças.

## Presidentes participantes

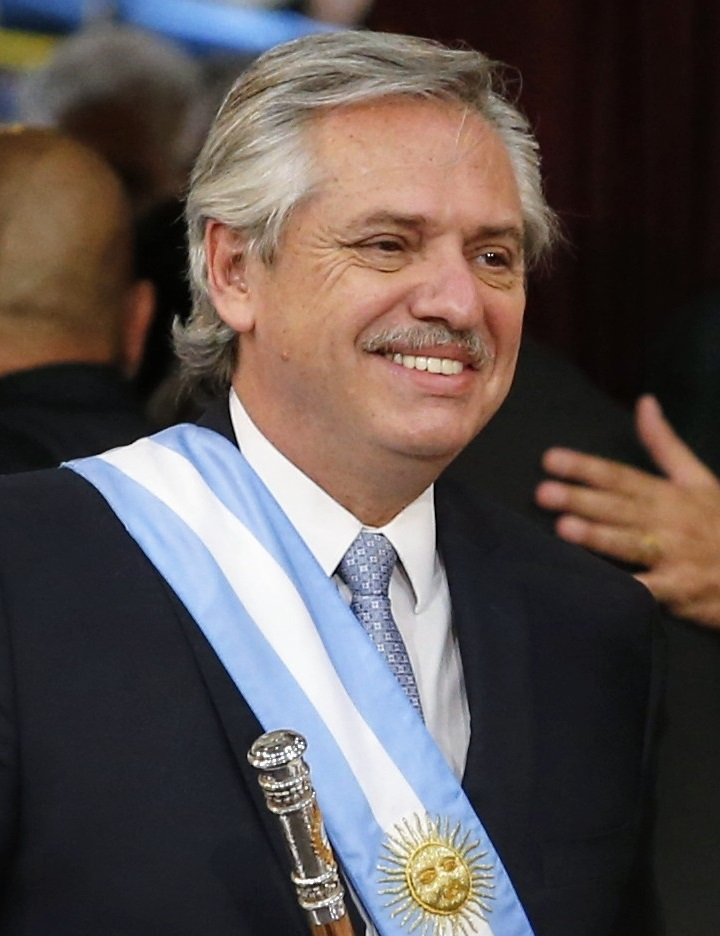
ARG Alberto Fernández, Presidente
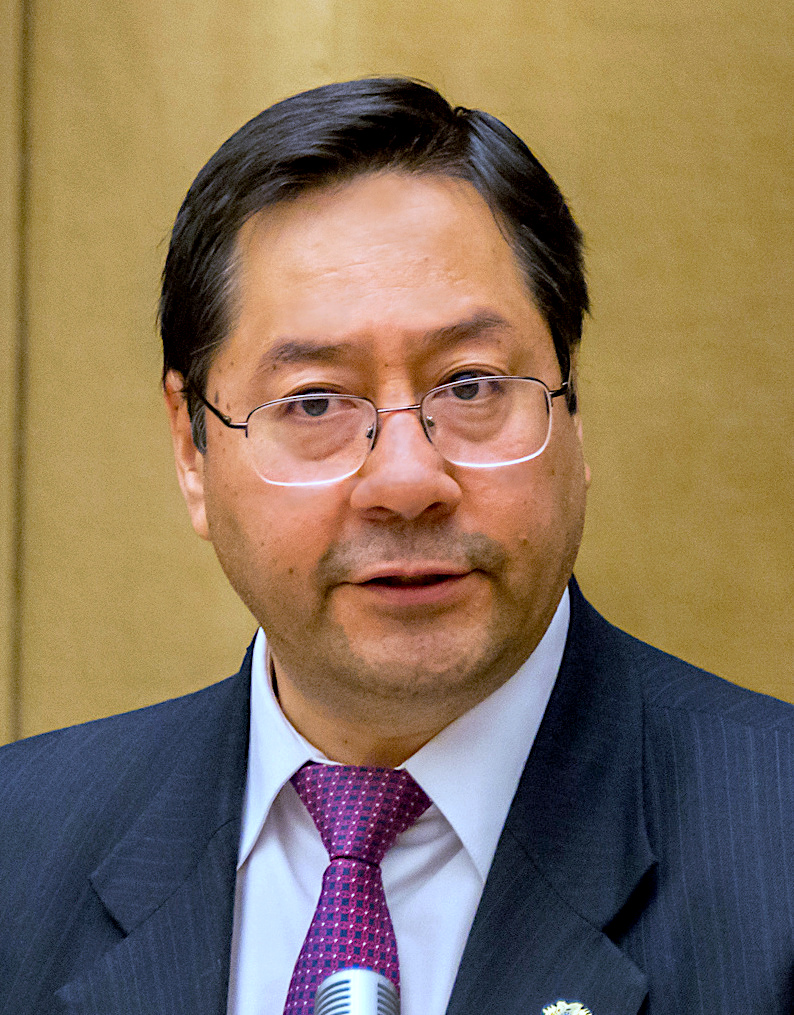
BOL Luis Arce, Presidente
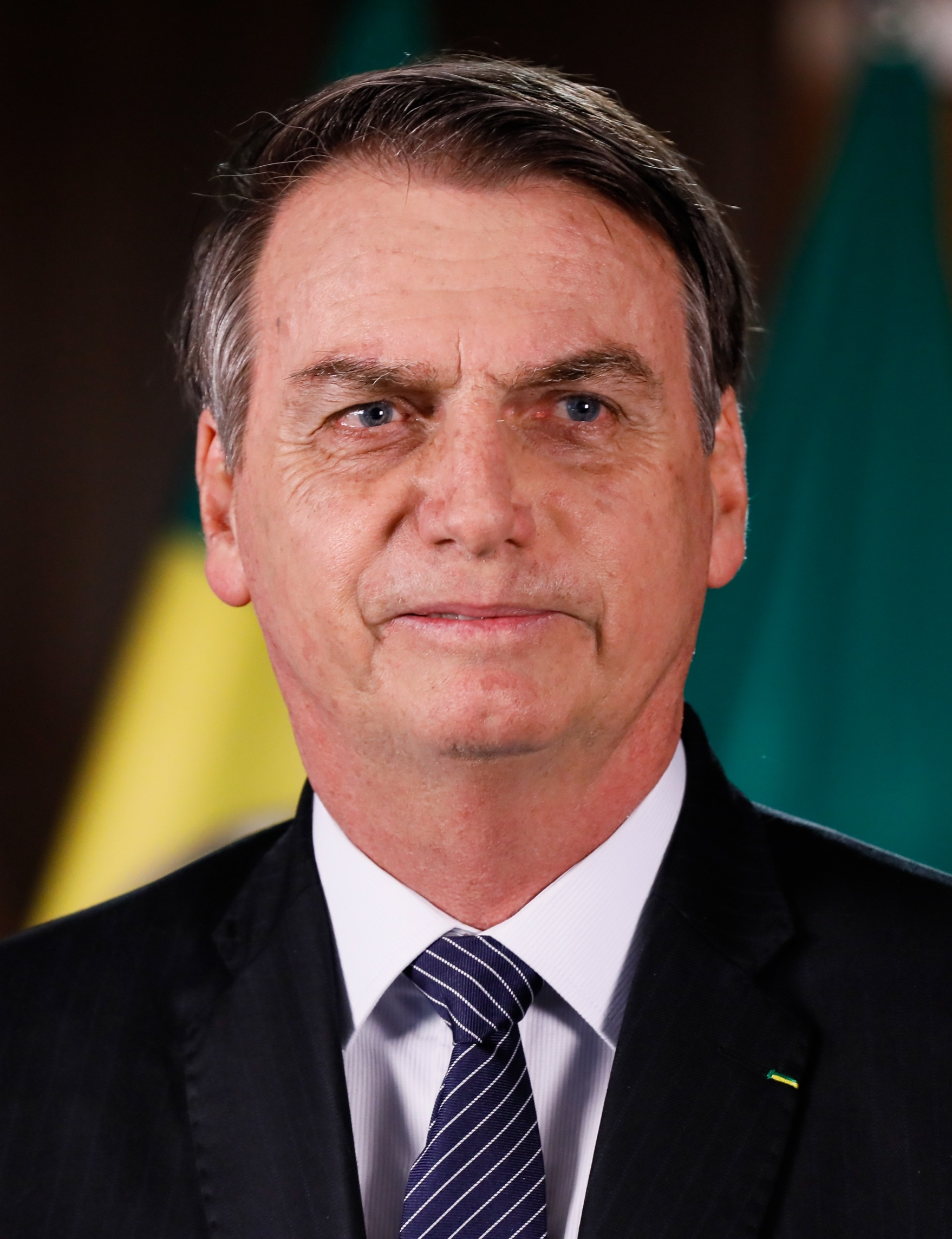
BRA Jair Bolsonaro, Presidente
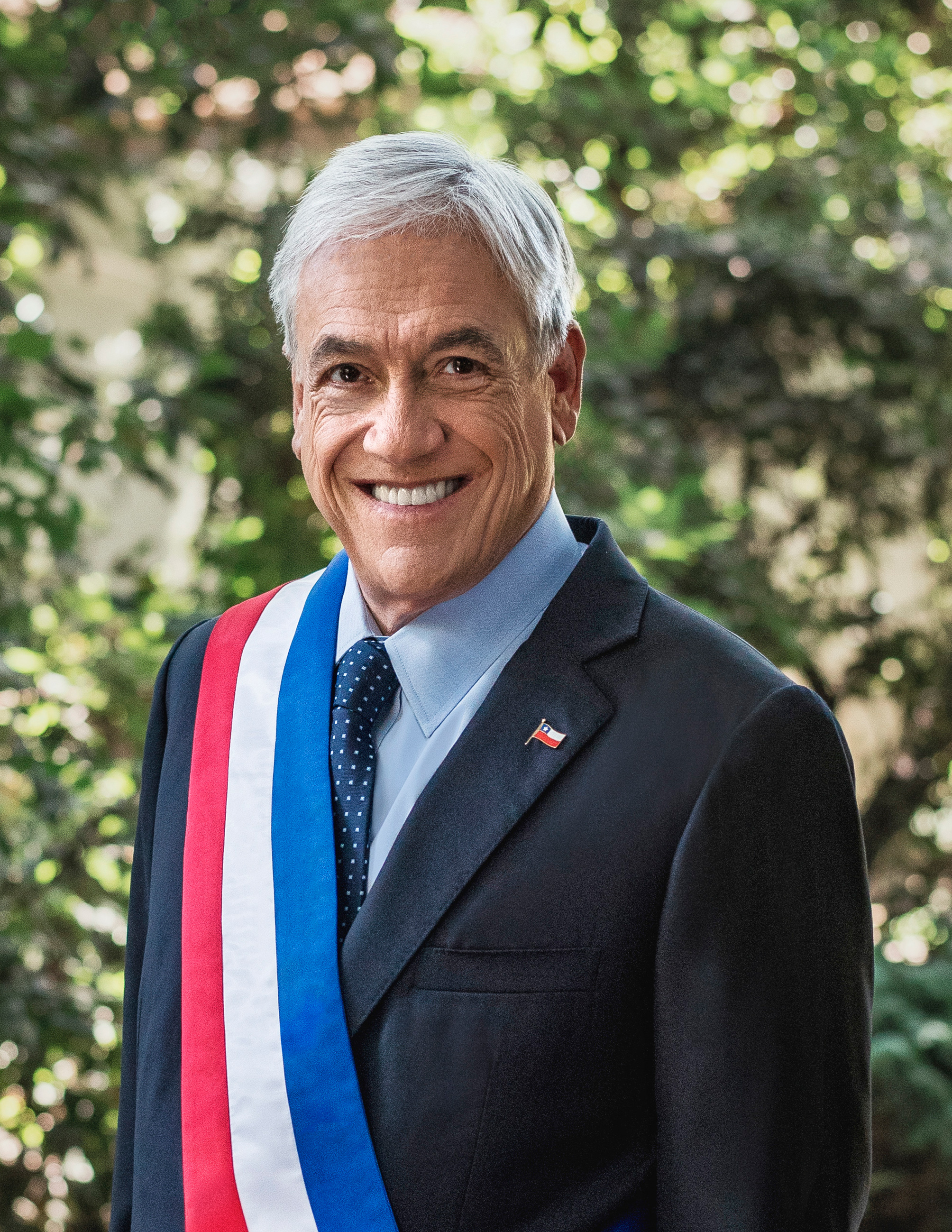
CHL Sebastián Piñera, Presidente
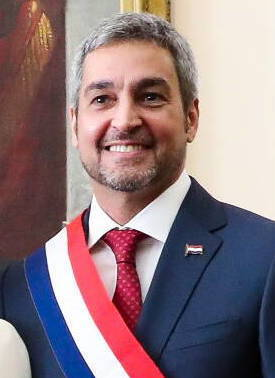
PAR Mario Abdo Benítez, Presidente
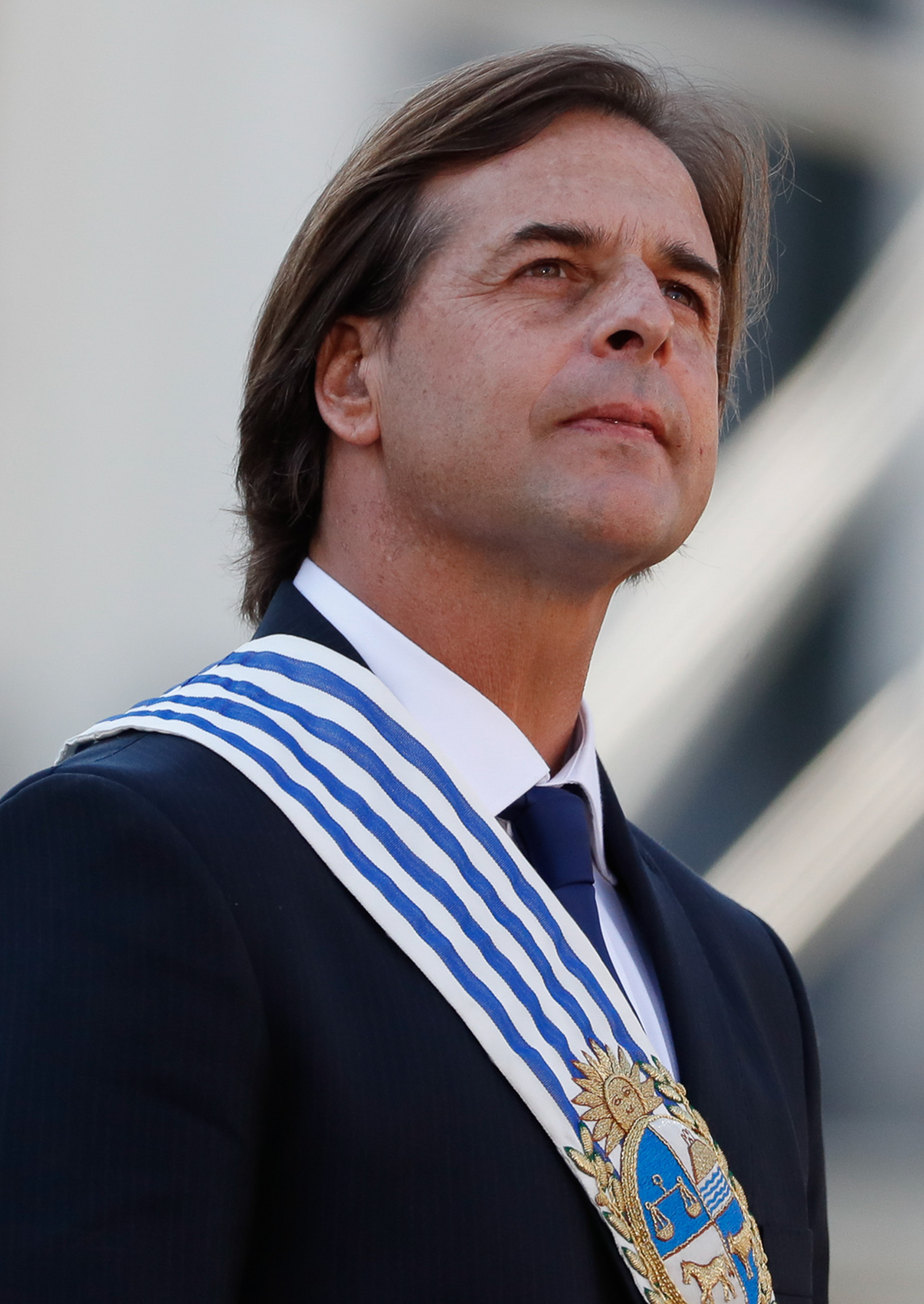
URY Luis Lacalle Pou, Presidente (anfitrião)

- Argentina
Alberto Fernández, Presidente
- Bolívia
Luis Arce, Presidente
- Brasil
Jair Bolsonaro, Presidente
- Chile
Sebastián Piñera, Presidente
- Paraguai
Mario Abdo Benítez, Presidente
- Uruguai
Luis Lacalle Pou, Presidente (anfitrião)